# ユーリイ・リャプキン
ユーリイ・エヴゲニエヴィチ・リャプキン（ロシア語: Ю́рий Евге́ньевич Ля́пкин, ラテン文字転写: Yuri Evgenievich Lyapkin、1945年1月21日 - ）は、ソビエト連邦のアイスホッケー選手、アイスホッケー指導者。

## 経歴
ヒミク・ヴォスクレセンスクから1972年にHCスパルタク・モスクワに移籍、1976年にはソビエト選手権優勝を果たした。
国際試合には1968年のカナダ代表とのエキシビションから1976年12月のイズベスチヤ杯128試合出場し18ゴールをあげた。この間、1972年、NHLに所属するカナダ人選手（当時オリンピックにプロ選手は出場できなかった。）とのサミット・シリーズ、1974年のWHA選手とのサミット・シリーズに出場、1976年のインスブルックオリンピックでは金メダルを獲得した。
日本アイスホッケーリーグの王子製紙アイスホッケー部（後の王子イーグルス）でも1979-80年シーズンから1983-84年シーズンまでの4シーズン選手兼任コーチとしてプレイした。